# Gregory's Girl
Gregory's Girl is een Britse filmkomedie uit 1981 onder regie van Bill Forsyth.

## Synopsis
Gregory begint voor het eerst meisjes op te merken. Hij wordt verliefd op Dorothy. Zij is niet alleen het mooiste meisje van de klas, maar ze kan ook goed voetballen. Als Gregory uiteindelijk verkering vraagt, blijkt hij nauwelijks opgewassen tegen de zelfverzekerde Dorothy.

## Rolverdeling
| Acteur               | Personage          |
| -------------------- | ------------------ |
| John Gordon Sinclair | Gregory Sinclair   |
| Dee Hepburn          | Dorothy            |
| Clare Grogan         | Susan              |
| Jake D'Arcy          | Phil Menzies       |
| Robert Buchanan      | Andy               |
| Graham Thompson      | Charlie            |
| Allison Forster      | Madeline Underwood |
| William Greenlees    | Steve              |
| Carol Macartney      | Margo              |
| Allan Love           | Eric               |
| Caroline Guthrie     | Carol              |